# Rhenzy Feliz
Rhenzy Feliz (*26. října 1997) je americký herec. Od roku 2017 hraje v seriálu Runaways roli Alexe Wildera.

## Životopis a kariéra
Feliz navštěvoval střední školu v Santa Monice, kde jeho hlavní obor bylo drama. V roce 2016 si zahrál vedlejší postavu Spencera v seriálu Casual. V roce 2017 se objevil v pěti dílech seriálu Vlčí mládě, v roli Aarona. Ten samý rok získal jednu z hlavních rolí v seriálu Runaways.

## Filmografie
| Rok        | Název      | Role        | Poznámky              |
| ---------- | ---------- | ----------- | --------------------- |
| 2016       | Casual     | Spencer     | vedlejší role         |
| 2017       | Vlčí mládě | Aaron       | vedlejší role, 5 dílů |
| 2017–dosud | Runaways   | Alex Wilder | hlavní role           |